# Campionati del mondo di atletica leggera indoor 1995 - 800 metri piani femminili
Gli 800 metri piani si sono tenuti il 10, l'11 e il 12 marzo 1995 presso lo stadio Palau Sant Jordi di Barcellona.

## Risultati

### Batterie
Qualificazione: le prime due di ogni batteria (Q) e i 5 seguenti migliori tempi (q) vanno alle semifinali.

#### Batteria 1
Venerdì 10 marzo 1995
| Posizione | Corsia | Nome                | Nazionalità | Tempo   | Note |
| --------- | ------ | ------------------- | ----------- | ------- | ---- |
| 1         | -      | Letitia Vriesde     | Suriname    | 2'09"15 | Q    |
| 2         | -      | Yelena Afanasyeva   | Russia      | 2'09"41 | Q    |
| 3         | -      | Petya Strashilova   | Bulgaria    | 2'09"58 |      |
| 4         | -      | Nekita Beasley      | Stati Uniti | 2'10"62 |      |
| 5         | -      | Rosa Evora          | El Salvador | 2'20"47 |      |
| 6         | -      | Myadagmaa Otgontuya | Mongolia    | 2'20"68 |      |

#### Batteria 2
| Posizione | Corsia | Nome                    | Nazionalità | Tempo   | Note |
| --------- | ------ | ----------------------- | ----------- | ------- | ---- |
| 1         | -      | Patricia Djaté-Taillard | Francia     | 2'04"09 | Q    |
| 2         | -      | Stella Jongmans         | Paesi Bassi | 2'04"30 | Q    |
| 3         | -      | Irina Samorokova        | Russia      | 2'04"47 | q    |
| 4         | -      | Inez Turner             | Giamaica    | 2'04"65 | q    |
| 5         | -      | Andrea Šuldesová        | Rep. Ceca   | 2'05"49 | q    |
| 6         | -      | Tina Paulino            | Mozambico   | 2'06"95 | q    |

#### Batteria 3
| Posizione | Corsia | Nome              | Nazionalità | Tempo   | Note |
| --------- | ------ | ----------------- | ----------- | ------- | ---- |
| 1         | -      | Maria Mutola      | Mozambico   | 2'05"15 | Q    |
| 2         | -      | Ludmila Formanová | Rep. Ceca   | 2'06"32 | Q    |
| 3         | -      | Amaia Andrés      | Spagna      | 2'06"82 | q    |
| 4         | -      | Abigail Hunte     | Regno Unito | 2'07"82 |      |
| 5         | -      | Elsa Amaral       | Portogallo  | 2'08"03 |      |

### Semifinali
Qualificazione: le prime tre di ogni semifinale (Q) vanno in finale.

#### Semifinale 1
Sabato 11 marzo 1995
| Posizione | Corsia | Nome              | Nazionalità | Tempo   | Note |
| --------- | ------ | ----------------- | ----------- | ------- | ---- |
| 1         | -      | Letitia Vriesde   | Suriname    | 2'05"18 | Q    |
| 2         | -      | Inez Turner       | Giamaica    | 2'05"46 | Q    |
| 3         | -      | Irina Samorokova  | Russia      | 2'05"49 | Q    |
| 4         | -      | Ludmila Formanová | Rep. Ceca   | 2'05"60 |      |
| 5         | -      | Amaia Andrés      | Spagna      | 2'06"26 |      |
| 6         | -      | Tina Paulino      | Mozambico   | dns     |      |

#### Semifinale 2
| Posizione | Corsia | Nome                    | Nazionalità | Tempo   | Note |
| --------- | ------ | ----------------------- | ----------- | ------- | ---- |
| 1         | -      | Maria Mutola            | Mozambico   | 2'03"28 | Q    |
| 2         | -      | Yelena Afanasyeva       | Russia      | 2'04"12 | Q    |
| 3         | -      | Stella Jongmans         | Paesi Bassi | 2'04"35 | Q    |
| 4         | -      | Patricia Djaté-Taillard | Francia     | 2'05"14 |      |
| 5         | -      | Petya Strashilova       | Bulgaria    | 2'05"40 |      |
| 6         | -      | Andrea Šuldesová        | Rep. Ceca   | 2'07"25 |      |

### Finale
| Record mondiale       | Christine Wachtel      | 1'56"40 | Vienna  | 13 febbraio 1988 |
| Record dei Campionati | Maria Mutola           | 1'57"55 | Toronto | 14 marzo 1993    |
| Capolista stagionale  | Meredith Rainey-Valmon | 1'59"69 | Atlanta | 4 marzo 1995     |

Domenica 12 marzo 1995, ore 18:50.
| Pos.    | Corsia | Atleta            | Età | Nazione     | Tempo   | Note                          |
| ------- | ------ | ----------------- | --- | ----------- | ------- | ----------------------------- |
| Oro     | -      | Maria Mutola      | 22  | Mozambico   | 1'57"62 | Record dei campionati         |
| Argento | -      | Yelena Afanasyeva | 28  | Russia      | 1'59"79 | Miglior prestazione personale |
| Bronzo  | -      | Letitia Vriesde   | 30  | Suriname    | 2'00"36 | Record sudamericano           |
| 4       | -      | Irina Samorokova  | 30  | Russia      | 2'00"43 | Miglior prestazione personale |
| 5       | -      | Stella Jongmans   | 23  | Paesi Bassi | 2'01"14 | Miglior prestazione personale |
| 6       | -      | Inez Turner       | 23  | Giamaica    | 2'02"00 |                               |